# Moray Watson
 (mai 2017).
Si vous disposez d'ouvrages ou d'articles de référence ou si vous connaissez des sites web de qualité traitant du thème abordé ici, merci de compléter l'article en donnant les références utiles à sa vérifiabilité et en les liant à la section « Notes et références ».
Pour les articles homonymes, voir Watson.
Moray Watson, né le 25 juin 1928 à Sunningdale dans le Berkshire et mort le 2 mai 2017), est un acteur de théâtre et de télévision britannique.

## Biographie
Orphelin de guerre (son père est mort en Belgique pendant la Seconde Guerre mondiale), Moray Watson suit les cours du collège d'Eton.

### Carrière
Moray Watson fait sa première apparition sur scène alors qu'il est encore étudiant à la Webber Douglas Academy of Dramatic Art au cours d'une matinée théâtrale organisée à Hythe, dans le Kent, à la mémoire de l'actrice Ellen Terry (1847-1928). Après avoir joué dans divers classiques  du répertoire, il se produit dans le quartier des théâtres (West End), en particulier au Haymarket Theatre, où il joue dans The Doctor's Dilemma de George Bernard Shaw et The Rivals de Sheridan.
Il tourne dans plusieurs films, dont The Grass Is Greener en 1960, avec Cary Grant et Robert Mitchum et Opération Crossbow en 1965.
Il apparaît surtout dans des séries télévisées à partir de 1953. Ivanhoé en 1958, Le Saint en 1964, Chapeau melon et bottes de cuir en 1966,  Upstairs, Downstairs en 1972, Quiller en 1975. 
En 1980 il est Mr Bennet dans Orgueil et Préjugés.
En 1982 il est Sir Robert Muir dans Black Orchid, un épisode en deux parties de la série Doctor Who.
En 2000, on le voit dans Le Jour du jugement, un épisode de Inspecteur Barnaby.

### Vie privée
Marié en 1955 avec l'actrice Pam Marmont (décédée en 2003), Moray Watson en a eu deux enfants. Il vit à Barnes.

## Ouvrage
- Looking Back and Dropping Names, autobiographie, 2016.